# Chris Hughes (produtor musical)
Christopher Merrick Hughes (Londres, Inglaterra, 3 de março de 1954), também conhecido como Merrick ou simplesmente Chris Hughes, é um produtor musical britânico, compositor e baterista do Adam and the Ants e da banda Tontrix. Ele foi produtor musical de musicas de bandas renomadas como Tears for Fears 'Songs from the Big Chair', e co-autor de "Everybody Wants to Rule the World", Hughes tem uma experiência conjunta como músico, compositor e produtor. Sua carreira começou com a banda Tontrix em 1979, onde foi baterista e após o término da banda no mesno ano se juntou ao Adam and The Ants como baterista e produtor dos singles "Cartrouble" e "Kings of the Wild Frontier", então o álbum Kings of the Wild Frontier. Rendendo três singles de sucesso, o álbum ganhou o prêmio de produtor do ano da Hughes Music Week.

## Vida e carreira
Hughes foi educado na Emanuel School em Londres, e foi um membro do Adam and the Ants, também produzindo seus álbuns, Kings of the Wild Frontier e Prince Charming. Hughes recebeu o prêmio "Produtor do Ano" da Music Week por seu trabalho no álbum Kings of the Wild Frontier. Ele co-escreveu a canção de sucesso do Tears for Fears, "Everybody Wants to Rule the World", e produziu seus dois primeiros álbuns, The Hurting, que vendeu platina, e Songs from the Big Chair. Ele começou a trabalhar com a banda novamente em seu terceiro álbum, The Seeds of Love, mas deixou o projeto devido a diferenças criativas. Hughes também produziu o álbum de estreia de The Electric Soft Parade, Holes in the Wall, que foi nomeado para o Mercury Prize, e Propaganda's 1234. Hughes também foi membro do Dalek I Love You e co-produziu "Red Rain" de Peter Gabriel.
Em fevereiro de 1994, Hughes lançou Shift, seu primeiro álbum solo, que foi relançado em julho de 2008. Shift foi uma homenagem ao compositor minimalista americano Steve Reich. Em 1972, o pai de Hughes o levou a Londres para ver a performance de Reich em Drumming. Hughes credita Reich como uma influência motriz em sua carreira. Shift usa fragmentos da obra de Reich e "os submete a manipulações sutis usando a tecnologia de som gravado".
At db records, Hughes worked on the early development of Tom McRae and The Electric Soft Parade, producing debut albums that were both nominated for a Mercury Music Prize.
Hughes trabalhou com muitos artistas, incluindo: Adam and the Ants, Tears for Fears, Robert Plant, Paul McCartney, Peter Gabriel, Ric Ocasek, Wang Chung, Tom McRae, The Electric Soft Parade, Propaganda, Howard Jones, Lloyd Cole, Jon Bon Jovi, Tori Amos, Enya (Eithne Ní Bhraonáin), Moya Brennan (Máire Ní Bhraonáin) a voz de Clannad, Crybaby, Stackridge e Sam Brookes.
Seu álbum mais recente, Eirenic Life, foi lançado pela Helium Records em 14 de julho de 2017.